# (500132) 2012 CT33
(500132) 2012 CT33 es un asteroide perteneciente al cinturón de asteroides, descubierto el 9 de noviembre de 2007 por el equipo del Mount Lemmon Survey desde el Observatorio del Monte Lemmon, Arizona, Estados Unidos.

## Designación y nombre
Designado provisionalmente como 2012 CT33.

## Características orbitales
2012 CT33 está situado a una distancia media del Sol de 2,317 ua, pudiendo alejarse hasta 2,629 ua y acercarse hasta 2,005 ua. Su excentricidad es 0,134 y la inclinación orbital 4,670 grados. Emplea 1288,70 días en completar una órbita alrededor del Sol.

## Características físicas
La magnitud absoluta de 2012 CT33 es 18,3.